# Katja Riemann
Katja Riemann (ur. 1 listopada 1963) – niemiecka aktorka filmowa i telewizyjna.

## Filmografia

### Seriale
- 1971: Telefon 110 jako Rita
- 1990: Liebesgeschichten
- 1996: Deutschlandlied jako Lisa

### Filmy
- 1997: Odlotowy Sekstet jako Mary Cycowski
- 2003: Rosenstraße jako Lena Fischer
- 2013: Weekend, The jako Inga Lansky
- 2015: On wrócił jako Katja Bellini

## Nagrody
Otrzymała Puchar Volpiego dla najlepszej aktorki na 60. MFF w Wenecji za rolę Leny Fischer w filmie Rosenstraße (2003) Margarethe von Trotty.